# Ergotioneina
Ergotioneina – organiczny związek chemiczny z grupy aminokwasów i betain, pochodna histydyny zawierająca w pozycji 2 pierścienia imidazolowego atom siarki, w wyniku czego występuje tam ugrupowanie tiomocznikowe. Jest stosowana jako suplement diety. Według Europejskiego Urzędu ds. Bezpieczeństwa Żywności jej dopuszczalne dzienne spożycie (ADI) wynosi dla poszczególnych grup wiekowych: 2,82 mg/kg masy ciała (niemowlęta), 3,39 mg/kg (dzieci) oraz 1,31 mg/kg (dorośli, w tym kobiety w ciąży oraz karmiące piersią).
Została odkryta w 1905 lub 1909 r. Swoją nazwę zawdzięcza sporyszowi (ang. ergot), z którego po raz pierwszy została wyizolowana. Jej struktura chemiczna została określona w 1911 r.

## Występowanie
Ergotioneina występuje naturalnie w promieniowcach, sinicach, jak również w pewnych gatunkach grzybów, roślin (najwięcej w otrębach owsa oraz czarnej i nerkowatej fasoli) oraz zwierząt (głównie w wątrobie i nerkach). Najwyższe zawartości tego związku zostały zaobserowane u boczniaków oraz niektórych borowikowców.
Pomimo iż ergotioneina występuje u różnych organizmów, niewiele z nich może ten związek samodzielnie syntezować. Większość czerpie go z pokarmu (np. zwierzęta) lub z gleby (np. rośliny). Wytwarzają go jedynie niektóre promieniowce (np. Mycobacterium smegmatis) oraz grzyby (np. Neurospora crassa, Schizosaccharomyces pombe). Nie potrafią tego natomiast paciorkowce oraz bakterie z gatunków: Bacillus subtilis, Escherichia coli, Proteus vulgaris, a także grzyby zaliczane do Saccharomycotina. Szlak metaboliczny prowadzący do powstania ergotioneiny rozpoczyna się od metylacji histydyny. Powstaje w ten sposób hercynina (N,N,N-trimetylohistydyna), będąca prekursorem ergotioneiny. Atom siarki w związku pochodzi natomiast z cysteiny.

## Właściwości
Jak większość związków zawierających grupę tiomocznikową (tiokarbamidów), ergotioneina jest mniej podatna na alkilowanie (np. przez malemidy), w porównaniu do tioli (np. glutation). Nie ulega ona także utlenianiu pod wpływem powietrza. W kwaśnym środowisku ulega jednak powolnemu (trwającemu kilka dni) utlenieniu do formy disiarczkowej.
Dla ludzi ergotioneina jest substancją egzogenną (nie może być zsyntetyzowana, dlatego jedynym jej źródłem w organizmie jest pokarm). Związek ten akumuluje się w największym stopniu w granulocytach, szpiku kostnym, jelicie cienkim, nerkach, jajowodach (u kobiet), siatkówce oraz skórze. Jej wpływ na organizm ludzki in vivo nie jest jednak jeszcze znany.